# آدم‌های گربه‌ای
مردمان گربه‌ای (انگلیسی: Cat People) فیلمی در ژانر ترسناک، فانتزی، و نوآر به کارگردانی ژاک تورنر است که در سال ۱۹۴۲ منتشر شد.

## بازیگران
- سیمون سیمون
- کنت اسمیت
- تام کانوی
- جین رندالف
- جک هولت
- الک کریگ
- آلن نیپی‌یر
- الیزابت راسل
- ترزا هریس
- جیلدو بوچی